# Бахарев, Александр Арсентьевич
Алекса́ндр Арсе́нтьевич Ба́харев (20 июля 1911 — 13 сентября 1974) — русский советский писатель и журналист, автор романа «Человек прячет глаза», председатель правления Ростовского отделения СП СССР (1961—1974).

## Биография
Родился в селе Пушкино Усманского уезда Тамбовской губернии (ныне — в Добринском районе Липецкой области) в семье крестьянина.
После учёбы в школе был сельским избачом, затем на комсомольской работе: работник райкома комсомола, секретарь обкома комсомола.
С 1931 года — на журналистской работе. Переезжает в Тамбовскую область, редактирует областную молодёжную газету.
В 1939 году вступает в ряды ВКП(б), затем оканчивает Высшую партийную школу.
В 1942 году Бахарева принимают на работу в газету «Правда» корреспондентом по Тамбовской области. Затем он — корреспондент той же газеты по Ростовской области.
Пройдя большую школу очеркистики, Бахарев обращается к художественной литературе, публикуя в 1952 году повесть «Большой поток», а в 1962 году — повесть «Северные гроздья»
В 1956 году Бахарев переходит в газету Советская Россия корреспондентом по той же Ростовской области.
В 1958 году Бахарева принимают в Союз писателей СССР, а в 1961 году его избирают председателем правления Ростовской областной организации Союза писателей СССР.
Работает над произведениями о советском рабочем классе. Среди них выделяются повести «Лично ответствен» (1971) и «Тревожная лава» (1973).
Главной темой творчества Бахарева была жизнь человека на земле. Этой теме посвящёно самое известное его произведение — роман «Человек прячет глаза» о жизни советской деревни на протяжении двадцати послевоенных лет. Первая книга романа вышла в 1966 году, вторая в 1968, в двух книгах роман вышел в 1971 году, получив самую высокую оценку известного советского писателя Виталия Закруткина.
В последние годы жизни работал над романом «Ураган», оставшимся неоконченным.
Умер в Ростове-на-Дону 13 сентября 1974 года. Похоронен на Северном кладбище в Ростове-на-Дону.

## Награды и почётные звания
- орден Трудового Красного Знамени (1971)
- орден «Знак Почёта» (23.09.1945)
- медали

## Память

Памятная доска в Ростове-на-Дону

На доме в Ростове-на-Дону, где жил и работал писатель, установлена мемориальная доска.